# ملک‌آباد (قروه)
ملک‌آباد (قروه)، روستایی از توابع بخش سریش‌آباد شهرستان قروه در استان کردستان ایران است.

## جمعیت
این روستا در دهستان لک قرار دارد و براساس سرشماری مرکز آمار ایران در سال ۱۳۸۵، جمعیت آن ۲۲۸ نفر (۵۲خانوار) بوده‌است.